# Ruan Tressoldi
Ruan Tressoldi Netto (Tramandaí, 7 giugno 1999) è un calciatore brasiliano, difensore del Sassuolo.

## Caratteristiche tecniche
È un difensore centrale con fisico, una buona progressione e abile nei cross, di testa e, in particolare, nel gioco palla a terra. 

## Carriera
Cresciuto nel settore giovanile del Grêmio, debutta in prima squadra il 3 dicembre 2017 giocando l'incontro di Série A perso 4-3 contro l'Atlético Mineiro; tre anni più tardi, il 24 settembre 2020, gioca il suo primo incontro di Coppa Libertadores, entrando in campo nei minuti di recupero contro l'Internacional.
L'11 agosto 2021 viene annunciato il suo trasferimento a titolo definitivo al Sassuolo; tuttavia rimane in prestito nella squadra in cui è cresciuto fino al 31 dicembre 2021. Esordisce con i neroverdi il 9 gennaio 2022 subentrando nel finale della sfida vinta 1-5 contro l'Empoli. Il 10 febbraio seguente un suo sfortunato autogol all'88' causa la sconfitta per 1-2 contro la Juventus, ai quarti di finale di Coppa Italia.
La stagione successiva gli viene comminata la prima espulsione in Serie A l'11 settembre 2022, in occasione del match contro l'Udinese, poi terminato 1-3 a favore dei bianconeri, a cui ne seguiranno altre due, oltre a un autogol contro l'Inter, a suggello di un campionato molto negativo sotto il profilo delle prestazioni.
Il 19 agosto 2024 fa ritorno in patria con la formula del prestito. Nasce però un contenzioso con il Sassuolo per il mancato pagamento della seconda rata del prestito da 200mila euro da parte dei brasiliani con i neroverdi che si rivolgono alla FIFA.

## Statistiche

### Presenze e reti nei club
Statistiche aggiornate al 20 maggio 2025.
| Stagione         | Squadra          | Campionato       | Campionato | Campionato | Coppe nazionali | Coppe nazionali | Coppe nazionali | Coppe continentali | Coppe continentali | Coppe continentali | Altre coppe | Altre coppe | Altre coppe | Totale | Totale | Totale |
| Stagione         | Squadra          | Comp             | Pres       | Reti       | Comp            | Pres            | Reti            | Comp               | Pres               | Reti               | Comp        | Pres        | Reti        | Pres   | Reti   |        |
| ---------------- | ---------------- | ---------------- | ---------- | ---------- | --------------- | --------------- | --------------- | ------------------ | ------------------ | ------------------ | ----------- | ----------- | ----------- | ------ | ------ | ------ |
| 2017             | Grêmio           | PD/RS+A          | 0+1        | 0          | CB              | 0               | 0               | -                  | -                  | -                  | -           | -           | -           | 1      | 0      |        |
| 2018             | Grêmio           | PD/RS+A          | 1+0        | 0          | CB              | 0               | 0               | -                  | -                  | -                  | -           | -           | -           | 1      | 0      |        |
| 2019             | Grêmio           | PD/RS+A          | 0+1        | 0          | CB              | 0               | 0               | -                  | -                  | -                  | -           | -           | -           | 1      | 0      |        |
| 2020             | Grêmio           | PD/RS+A          | 0+4        | 0          | CB              | 0               | 0               | CL                 | 2                  | 0                  | -           | -           | -           | 6      | 0      |        |
| 2021             | Grêmio           | PD/RS+A          | 12+23      | 0          | CB              | 2               | 0               | CL+CS              | 2+6                | 0                  | -           | -           | -           | 45     | 0      |        |
| Totale Gremio    | Totale Gremio    | Totale Gremio    | 13+29      | 0          |                 | 2               | 0               |                    | 10                 | 0                  |             | -           | -           | 54     | 0      |        |
| gen.-giu. 2022   | Sassuolo         | A                | 10         | 0          | CI              | 2               | 0               | -                  | -                  | -                  | -           | -           | -           | 12     | 0      |        |
| 2022-2023        | Sassuolo         | A                | 23         | 0          | CI              | 0               | 0               | -                  | -                  | -                  | -           | -           | -           | 23     | 0      |        |
| 2023-2024        | Sassuolo         | A                | 26         | 0          | CI              | 3               | 0               | -                  | -                  | -                  | -           | -           | -           | 29     | 0      |        |
| Totale Sassuolo  | Totale Sassuolo  | Totale Sassuolo  | 59         | 0          |                 | 5               | 0               |                    | -                  | -                  |             | -           | -           | 64     | 0      |        |
| ago.-dic. 2024   | San Paolo        | A1/SP+A          | 0+8        | 0          | CB              | 0               | 0               | CL                 | 0                  | 0                  | -           | -           | -           | 8      | 0      |        |
| gen.-giu. 2025   | San Paolo        | A1/SP+A          | 3+5        | 0          | CB              | 2               | 0               | CL                 | 5                  | 0                  | -           | -           | -           | 15     | 0      |        |
| Totale San Paolo | Totale San Paolo | Totale San Paolo | 3+13       | 0          |                 | 4               | 0               |                    | 5                  | 0                  |             | -           | -           | 23     | 0      |        |
| Totale carriera  | Totale carriera  | Totale carriera  | 116        | 0          |                 | 11              | 0               |                    | 15                 | 0                  |             | -           | -           | 150    | 0      |        |

## Palmarès

### Competizioni nazionali
- Campionato Gaúcho: 2

Grêmio: 2018, 2021

### Competizioni internazionali
- Recopa Sudamericana: 1

Grêmio: 2018